# Іванов Петро Платонович
Петро Платонович Іванов (нар. 15 листопада 1907, с. Мар'ївка, нині Сумського району Сумської області — 25 серпня 1986, Суми) — військовик, Герой Радянського Союзу

## Біографія
Народився 15 листопада 1907 року в селі Мар'ївці (нині Сумського району Сумської області). Призваний в 1929 році до лав Червоної Армії. У 1932 році він закінчив курси командирів артилерії, командував взводом. В 1936 році екстерном склав іспити за програмою військового училища. Іванов П. П. закінчив Вищу офіцерську артилерійську школу в 1948 році. На початку Великої Вітчизняної війни командував дивізіоном 198 гаубичного артилерійського полку 46 стрілецької дивізії. На фронті від липня 1941 року. Воював на Західному, Брянському і І Білоруському та ІІ Прибалтійському фронтах. Відзначився у січні–лютому 1945 під час форсування річки Піліца біля міста Варка (Польща). За вміле керівництво полком, особисту мужність, виявлену в боях з ворогом, командиру 547 Пінського мінометного полку Іванову П. П. присвоєно звання Герой Радянського Союзу
Після війни продовжив службу в армії. Від 1955 року — полковник у запасі. Мешкав і працював у Сумах.

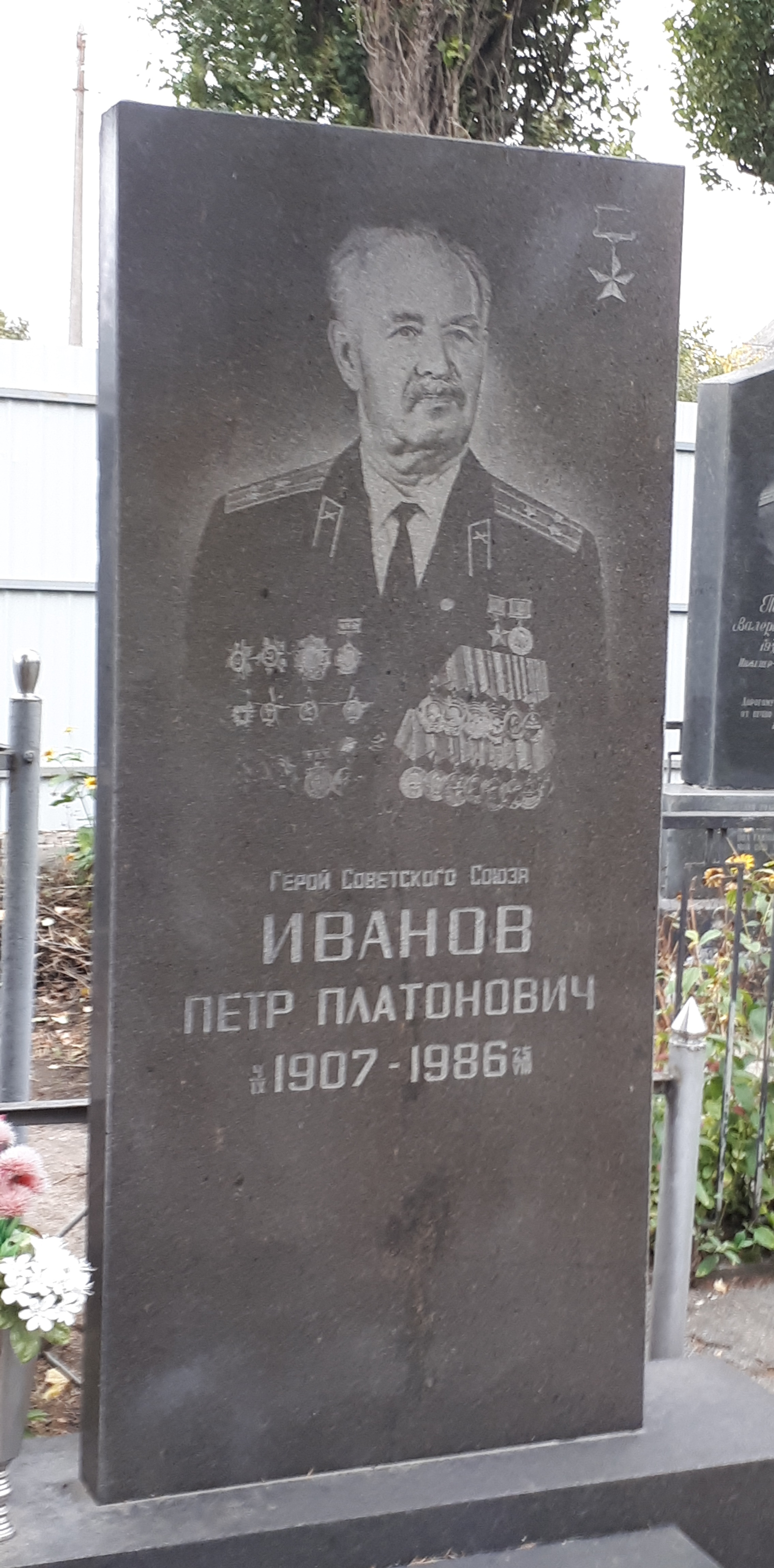
Могила Петра Іванова.

Помер в Сумах 25 серпня 1986 року. Похований в Сумах на Засумському кладовищі.

## Нагороди
Іванов Петро Платонович нагороджений двома орденами Червоного Прапора, орденом Олександра Невського, Вітчизняної війни 1 ступеня, трьома орденами Червоної Зірки, медалями